# Fontanelle (Iowa)
Fontanelle – miasto w Stanach Zjednoczonych, w stanie Iowa, w hrabstwie Adair. W 2000 liczyło 692 mieszkańców.